# Línea R16
La línea R16 de Rodalies de Catalunya es una línea de ferrocarril en Cataluña que realiza servicios regionales entre Barcelona-Estación de Francia y Tortosa/Ulldecona por Tarragona. Operada por Renfe Operadora, circula a través de vías de ancho ibérico propiedad de Adif.
Denominada línea 32 por Renfe Operadora y línea R16 por la Generalidad de Cataluña, anteriormente denominada línea Ca1 antes del traspaso de Cercanías y Regionales por parte del Ministerio de Fomento a la Generalidad en 2010.
Esta línea también continúa hasta y desde Valencia por la Línea Valencia-Castellón-Tarragona pero operada solo por Rodalies de Catalunya el tramo Barcelona-Tortosa/Ulldecona y el trayecto Ulldecona-Valencia por Renfe Operadora.
La línea se puso en servicio el año 1865 entre Tarragona y Amposta por una banda y entre Valencia y Ulldecona por otro. En 1867 se enlazan ambos tramos por Tortosa, donde se cruzaba el río Ebro. En el año 1996, con la construcción del llamado corredor del Mediterráneo la línea se adaptaba entre Vandellós y Ulldecona para velocidades altas, de hasta 220 km/h. También por este motivo se construyó la variante del Ebro, que permitía enlazar Aldea-Amposta-Tortosa con Ulldecona de manera directa, sin tener que dar la vuelta por Tortosa. En esta variante fue necesaria la construcción de un puente que salva el río Ebro. 

## Líneas por donde transcurre el servicio
- Línea Barcelona-Vilanova-Valls (Barcelona vía túnel de Aragón - San Vicente de Calders)
- Línea Barcelona-Martorell-Vilafranca-Tarragona (San Vicente de Calders - Tarragona)
- Línea Tarragona-Tortosa/Ulldecona (Tarragona - Aldea-Amposta-Tortosa - Tortosa - Aldea-Amposta-Tortosa - Ulldecona)